# Valuiki
Valuiki - Валуйки (rus) - és una ciutat de l'óblast de Bélgorod, a Rússia, situada a la confluència dels rius Valui i Oskol. El 2018 tenia 34.118 habitants.

## Geografia

### Clima
| Paràmetres climàtics mitjans de Valuiki | Paràmetres climàtics mitjans de Valuiki | Paràmetres climàtics mitjans de Valuiki | Paràmetres climàtics mitjans de Valuiki | Paràmetres climàtics mitjans de Valuiki | Paràmetres climàtics mitjans de Valuiki | Paràmetres climàtics mitjans de Valuiki | Paràmetres climàtics mitjans de Valuiki | Paràmetres climàtics mitjans de Valuiki | Paràmetres climàtics mitjans de Valuiki | Paràmetres climàtics mitjans de Valuiki | Paràmetres climàtics mitjans de Valuiki | Paràmetres climàtics mitjans de Valuiki | Paràmetres climàtics mitjans de Valuiki |
| Mes                                     | Gen.                                    | Feb.                                    | Mar.                                    | Abr.                                    | Mai.                                    | Jun.                                    | Jul.                                    | Ago.                                    | Set.                                    | Oct.                                    | Nov.                                    | Des.                                    | Anual                                   |
| --------------------------------------- | --------------------------------------- | --------------------------------------- | --------------------------------------- | --------------------------------------- | --------------------------------------- | --------------------------------------- | --------------------------------------- | --------------------------------------- | --------------------------------------- | --------------------------------------- | --------------------------------------- | --------------------------------------- | --------------------------------------- |
| Temperatura màxima registrada °C (°F)   | 9,1 (48,4)                              | 14,7 (58,5)                             | 20,9 (69,6)                             | 30,1 (86,2)                             | 36,1 (97)                               | 37,0 (98,6)                             | 38,8 (101,8)                            | 39,3 (102,7)                            | 35,2 (95,4)                             | 29,5 (85,1)                             | 19,5 (67,1)                             | 14,3 (57,7)                             | 39,3 (102,7)                            |
| Temperatura mínima registrada °C (°F)   | −36,1 (−33)                             | −32,8 (−27)                             | −28,5 (−19,3)                           | −10,0 (14)                              | −4,5 (23,9)                             | 2,4 (36,3)                              | 5,0 (41)                                | 1,5 (34,7)                              | −5,6 (21,9)                             | −12,3 (9,9)                             | −22,6 (−8,7)                            | −32,1 (−25,8)                           | −36,1 (−33)                             |
| Temperatura diària màxima °C (°F)       | −2,6 (27,3)                             | −2,0 (28,4)                             | 4,2 (39,6)                              | 14,7 (58,5)                             | 21,7 (71,1)                             | 25,3 (77,5)                             | 27,2 (81)                               | 26,5 (79,7)                             | 20,1 (68,2)                             | 12,2 (54)                               | 3,8 (38,8)                              | −0,9 (30,4)                             | 12,5 (54,5)                             |
| Temperatura diària mínima °C (°F)       | −8,4 (16,9)                             | −8,6 (16,5)                             | −3,6 (25,5)                             | 3,7 (38,7)                              | 8,9 (48)                                | 13,0 (55,4)                             | 14,8 (58,6)                             | 13,2 (55,8)                             | 8,1 (46,6)                              | 3,0 (37,4)                              | −2,0 (28,4)                             | −6,3 (20,7)                             | 3,0 (37,4)                              |
| Precipitació total mm (polzades)        | 45,5 (1,8)                              | 37,2 (1,5)                              | 34,2 (1,3)                              | 38,6 (1,5)                              | 49,2 (1,9)                              | 71,0 (2,8)                              | 67,2 (2,6)                              | 50,1 (2)                                | 51,4 (2)                                | 47,7 (1,9)                              | 47,9 (1,9)                              | 46,7 (1,8)                              | 586,7 (23,1)                            |
| Font: Валуйки погода и климат           |                                         |                                         |                                         |                                         |                                         |                                         |                                         |                                         |                                         |                                         |                                         |                                         |                                         |